# Radek Zima
Radek Zima (* 27. prosince 1973 Ústí nad Labem) je český herec. Věnuje se především divadlu. Výrazněji na sebe upozornil rolemi v televizních seriálech Nemocnice na kraji města po dvaceti letech a Proč bychom se netopili.

## Život
Pochází z Ústí nad Labem, kde jeho prarodiče zpívali v opeře. Absolvoval gymnázium, poté studoval historii na FF UK v Praze, aby nakonec vystudoval v letech 1995–1998 herectví na Vyšší odborné škole herecké v Praze. První angažmá získal v Horáckém divadle v Jihlavě. Nějaký čas byl na volné noze a v letech 2004–2013 byl v angažmá Divadla pod Palmovkou, kde vytvořil desítky rolí rozličných charakterů, např. Orina v dramatu Smutek sluší Elektře, Samka v Gazdině robě, Ariela v Shakespearově Bouři či Billyho Flynna v Chicagu. Od roku 2013 je opět na volné noze a jeho domovskou scénou je divadlo Kalich, kde účinkuje v představeních Začínáme končit, Láska v přímém přenosu, Sex noci svatojánské či Silnice. Věnuje se také muzikálu a trvale spolupracuje s divadlem Opery a baletu v Ústí nad Labem (Aladin – role Džina, West Side Story – Riff, My Fair Lady – Henry Higgins, Noc na Karlštejně – Karel IV.) a divadlem Pluto (My Fair Lady – Henry Higgins, Každý má svého Leona – Vernon Gersch, Slaměný klobouk – Fadinar)

## Filmografie
- Z pekla štěstí (1999) – dvořan
- Sjezd abiturientů (2000) (TV film) – Franz Adler
- Stopař (2000)
- Nemocnice na kraji města po dvaceti letech (2003) – MUDr. Hynek Klobouk
- Revizor (2004)
- Napola (2004) – důstojník SS
- Nadměrné maličkosti: Učitelky s praxí (2006) (TV film)
- Poslední sezona (2006) (TV seriál)
- Všichni do jednoho (2007) (TV) – Pavel
- Proč bychom se netopili (2008) (TV seriál) – Sumec
- Klub osamělých srdcí (2009)
- T.M.A. (2009) – policista
- Rodinka (2010) – Honza
- Habermannův mlýn (2010) – Pištěk
- Bastardi 2 (2011) – místostarosta Paukert
- Babovřesky (2013) – Robert
- Babovřesky 2 (2014) – Robert
- Zejtra napořád (2014) – Jakub
- Piknik (2014) (TV film) – David
- Babovřesky 3 (2015) – Robert
- Celebrity s.r.o. (2015)
- Ohnivý kuře (2017) (TV seriál) – Viktor
- Na střeše (2019) – učitel Slavíček
- Případ mrtvého nebožtíka (2020)